# 広橋涼
広橋 涼（ひろはし りょう、1977年8月5日 - ）は、日本の女性声優。新潟県見附市出身。京都府育ち。青二プロダクション所属。本名：廣橋 涼（読みは同じ）。

## 来歴
新潟県見附市出身で、実家は浄土真宗本願寺派（西本願寺）の寺。龍谷大学文学部真宗学科卒業。1回生半ばに実家から「仏教関係じゃなくても好きなことをしていい」と言われたため、自分のやりたいことを模索していた。2回生の頃、中学時代に聞いていたラジオを思い出し、声優に興味を持つようになり、大学と並行して青二塾大阪校に通うことになった。当初は、ラジオのパーソナリティになりたいと思っていた。学生の頃、深夜ラジオを聴いており、色々な番組を聞いていくうちに「そういうお仕事（パーソナリティ）がしたいな」と思っていたという。広橋曰く「人生で、最もどん底だった」15歳の時に、偶々聴いていたラジオのパーソナリティーが声優だったことから初めて職業としての声優を知って、「自分もやってみたい」と思ったこと、ラジオパーソナリティの勉強をするために養成所に入所したのがきっかけで、声優を目指すようになった。
当時は声優に疎かったが、海外ドラマの『シャーロックホームズの冒険』が好きであり、シャーロック・ホームズの吹き替え担当していた露口茂に憧れていた。広橋自身の中ではホームズ＝露口だったため、ジェレミー・ブレットの声を聴いていた時に「これじゃない！」といい、ジャッキー・チェンの吹き替えも「日本語がお上手な方だなぁ」と勘違いしていたという。
青二塾大阪校第16期卒。2002年、『アクエリアンエイジ』で声優デビュー。2007年2月、青二塾大阪校出身者・正所属のページにプロフィールが掲載された。

## 人物

### 交友・共演
本人は「人見知り」と語るが、友人は多い。大原さやか・斎藤千和・葉月絵理乃・水橋かおりなど（以上全て『ARIA』の共演者）、共演者とプライベートな用事で出かけることも多い。『キミキス』の現場では田中理恵や野川さくらとも仲が良い。
皆川純子と組んで放送の『純子と涼のアシタヘストライク!』は当初は短期シリーズの予定だったが、3年9か月にわたって放送された。皆川と共に各種企画CDも発売されている。第1回放送で皆川と初対面の際に「江戸の風」と称した。

### 趣味・嗜好
『コヨーテ ラグタイムショー』で、生天目仁美・佐藤利奈・下屋則子と「KAT-TUN会」という親睦会を結成している。小林賢太郎（芸人。お笑いコンビ・ラーメンズのメンバー）や本郷奏多のファンでもある。
競馬ファンでもあり、柴田大知騎手のファン。グリーンチャンネル『競馬場の達人』に出演した際は12レース中10レースを的中させた。またパチンコ・パチスロにも手を出すようになったという。本人は大一商会のパチンコ「CR DRM」で、アリエス＝スピンディジー役として声を担当している。
趣味は写真撮影、通信販売やインターネットオークション、写真撮影に関しては小型のポラロイドカメラを手に入れて以来趣味となっている。

### 生い立ち
幼少の頃は神経質かつ人見知りの激しい性格で、布団の位置がずれているだけで眠れなかったという。小学4年生頃に鉄棒から落ちて石で頭を打ち、さらに登り棒で「手を離したらどうなるんだろう」とわざと手を離し再び頭を打った。親によると、それ以来性格が変わり、ふわふわした地に足が着かない感じの子になり、布団の位置など細かいことを気にしなくなったという。

#### 学生時代
小学5年生まで補助輪をつけて自転車に乗っていた。恥ずかしい感情はなかったが、小回りが効かないという理由で補助輪無しでの乗車を練習するようになった。乗れるようになってからは「ただ乗るだけではつまらない」と手放しで乗る練習をしてこれを習得。更に「手放しで弁当を食べられるようになりたい」と昼食の弁当を半分残し、学校の帰り道に手放しで弁当を食べながら自転車に乗る練習をしてこれも習得した。
中学時代の3年間はバレーボールが痛そうで嫌だという理由でソフトテニス部に属していたものの、顧問がテニスに関して全くの素人だったため「とりあえず走っとけ」と走り込みばかりさせられあまり上達しなかった。
中学時代は絵画に興味があり、新幹線に乗り一人で東京の美術館に足を運んだ。
高校時代は美術部に所属する傍ら、自ら文芸部を立ち上げた。書いた小説の内容は短めで、主人公のほとんどは死んでしまう話だったという。
大学では高校国語I種・中学国語I種の教員免許を取得。教師を目指していた時期もあった。教育実習では道徳の授業をしたり、手品や工作もやったと話している。大学の同級生にシンガーソングライターのつじあやのらがいる。

## 出演
太字はメインキャラクター。

### テレビアニメ
2002年
- 藍より青し（三堀さん）
- アクエリアンエイジ（女の子） - アニメデビュー作
- 朝霧の巫女（子供）
- GUN FRONTIER（ハナ）
- キン肉マンII世（ドロシー）
- ちょびっツ（PC、メイドB、熱湯風呂の女、コンビニのPC）
- 灰羽連盟（ラッカ）

2003年
- 宇宙のステルヴィア（風祭りんな）
- カレイドスター（2003年 - 2004年、苗木野そら） - 2シリーズ
- ソニックX（マイルス "テイルス" パウアー、チーズ）
- 超ロボット生命体トランスフォーマー マイクロン伝説（子供）
- 爆転シュート ベイブレードGレボリューション（モニカ）
- 人間交差点（看護婦A）
- ぽぽたん（ちよ）
- ONE PIECE（2003年 - 2024年、イソカ、ユウヤ、ドンキホーテ・ロシナンテ〈幼少期〉、アリーチェ）

2004年
- エリア88（キム・アバ）
- 北へ。〜Diamond Dust Drops〜（通行人）
- ケロロ軍曹（2004年 - 2014年、東谷小雪） - 2シリーズ
- ちびまる子ちゃん（2004年 - 2025年、石原さん、小春ちゃん、あい、マルコ 他）
- 光と水のダフネ（アイ・マユズミ）
- 冒険王ビィト（2004年 - 2005年、女性バスター、リズ） - 2シリーズ
- 魔法少女隊アルス（エバ）

2005年
- ARIA シリーズ（2005年 - 2008年、アリス・キャロル） - 3シリーズ
- かみちゅ!（能登きよみ）
- CLUSTER EDGE（人造兵）
- Xenosaga THE ANIMATION（キルシュヴァッサー）
- SoltyRei（インテグラ・マーテル）
- ぱにぽにだっしゅ!（白鳥鈴音）
- まじかるカナン（柊ちはや / カーマイン）
- 魔法先生ネギま!（アーニャ）

2006年
- 怪 〜ayakashi〜（伊藤お梅）
- 鍵姫物語 永久アリス輪舞曲（鳴見ナミ）
- 神様家族（ルル〈少女期〉）
- 銀魂（2006年 - 2018年、そよ姫、小姓） - 4シリーズ
- コヨーテ ラグタイムショー（フランカ）
- 地獄少女 二籠（恩田麻紀）
- ちょこッとSister（石田祐子）
- Project BLUE 地球SOS（ロッタ・ブレスト）
- RAY THE ANIMATION（雅）

2007年
- キミキス pure rouge（咲野明日夏）
- CLANNAD-クラナド-（2007年 - 2009年、藤林杏、生徒） - 2シリーズ
- ゲゲゲの鬼太郎（第5作）（2007年 - 2008年、座敷童子、メドチ、大地）
- シャイニング・ティアーズ・クロス・ウィンド（エルウィン）
- スケッチブック 〜full color's〜（春日野日和）
- 精霊の守り人（サヤ）
- 爆丸バトルブローラーズ（2007年 - 2012年、マルチョ〈丸蔵兆治〉） - 3シリーズ
- BACCANO! -バッカーノ!-（シャーネ・ラフォレット）
- バンブーブレード（川添珠姫）
- ロミオ×ジュリエット（アントニオ）

2008年
- あかね色に染まる坂（白石なごみ、白石ゆとり）
- 狂乱家族日記（乱崎雹霞）
- のらみみ2（リョウ子）
- 薬師寺涼子の怪奇事件簿（泉田真菜）

2009年
- あぁ、レイモンド!（マルセロ）
- アキカン!（ミサキ〈宮下美咲〉）
- あにゃまる探偵 キルミンずぅ（岩下ルミコ）
- かなめも（北岡ゆめ）
- しゅごキャラ!!!どっきどき（ミー）
- 続 夏目友人帳（笹舟）
- 大正野球娘。（石垣環）
- 戦う司書 The Book of Bantorra（キャサリロ＝トトナ）
- PandoraHearts（エコー / ツヴァイ）
- P☆STAR（ピスター）

2010年
- アイアンマン（翔〈幼少時代〉）
- いちばんうしろの大魔王（リリィ白石）
- 刀語（真庭人鳥）
- STAR DRIVER 輝きのタクト（ヨウ・マリノ / マンティコール）
- ストライクウィッチーズ2（ルチアナ・マッツェイ）
- ひめチェン!おとぎちっくアイドル リルぷりっ（小野幸生）
- まじっく快斗（子供）
- メタルファイト ベイブレード 爆（大鳥翼〈子供時代〉）
- WORKING!!（2010年 - 2015年、山田葵） - 3シリーズ

2011年
- アスタロッテのおもちゃ!（ユナ〈ユンビョルク・シグナル〉）
- カードファイト!! ヴァンガード シリーズ（2011年 - 2020年、大文字ナギサ、ビーチ） - 9シリーズ
- だぶるじぇい（真田静馬、ウグイス嬢、占い師）
- たまゆら シリーズ（2011年 - 2013年、篠田こまち） - 2シリーズ
- ちび☆デビ!（かりんちゃん、佐藤）
- 日常（まーちゃん）
- 47都道府犬（新潟犬）

2012年
- CØDE:BREAKER（ちさ）
- シャイニング・ハーツ 〜幸せのパン〜（ローナ、ラナ）
- 戦国コレクション（伊勢新九郎 / 北条早雲）
- 謎の彼女X（丘歩子）
- 氷菓（瀬之上真美子）
- リトルバスターズ!（中村由香里）

2013年
- ガンダムビルドファイターズ（2013年 - 2016年、サザキ・ススム、幼少のユウマ、サザキ・カオルコ） - 2シリーズ + 特別編
- サーバント×サービス（デイジー）

2014年
- ガールフレンド（仮）（宮内希）
- ガンダムさん（キシリアたん、キッカちゃん、10Qガンキャノンさん）
- 繰繰れ! コックリさん（市松こひな）
- ドラゴンコレクション（ハニッチ）
- 鬼灯の冷徹（2014年 - 2017年、木霊） - 2シリーズ

2015年
- 英国一家、日本を食べる（アスガー）
- 影鰐-KAGEWANI-（ハルコ、謎の少女）
- ガッチャマン クラウズ インサイト（井上知香、丸山こだま、蒼甫、女性）
- 幸腹グラフィティ（森野凛）
- ゴッドイーター（台場カノン）
- ふうせんいぬティニー（モル）
- ワールドトリガー（2015年 - 2022年、志岐小夜子、帯島ユカリ） - 3シリーズ

2016年
- 機動戦士ガンダムUC RE:0096（エスタ、ハロ、少女）
- 6HP/シックスハートプリンセス（2018年 - 2019年、悌上たまき/ブラックプリンセス）
- デジモンユニバース アプリモンスターズ（和戸尊 / ワトソン）
- 美少女戦士セーラームーンCrystal Season III（ルナ）
- 僕のヒーローアカデミア（2016年 - 2024年、峰田実） - 7シリーズ

2017年
- つぐもも（2017年 - 2020年、奈中井ななこ） - 2シリーズ
- 18if（ナナ）
- かみさまみならい ヒミツのここたま（ショコランシエ）
- 宝石の国（オブシディアン）

2018年
- ポチっと発明 ピカちんキット（2018年 - 2019年、アチモグ、アポロー兄弟・弟）
- 七つの大罪 戒めの復活（ドロレス）
- ピアノの森（亜理沙）
- Free!-Dive to the Future-（国木田歩）
- 音楽少女（あこ）
- 爆釣バーハンター（2018年 - 2019年、立津手トッタ）

2020年
- ゲゲゲの鬼太郎（第6作）（座敷童子）
- 半妖の夜叉姫（冥福）

2021年
- デジモンアドベンチャー:（ムーチョモン）
- ドラえもん（テレビ朝日版第2期）（2021年 - 2023年、司会の男の子、てっちゃん、オドオドくん）
- SHAMAN KING（小山田まんの子）
- もっと!まじめにふまじめ かいけつゾロリ（グレーテ）
- ドラゴン、家を買う。（ヒント）
- かぎなど（2021年 - 2022年、藤林杏、ぴろ、シマ猫） - 2シリーズ

2022年
- シルバニアファミリー フレアのハッピーダイアリー（ブレイク、ヤドリー）
- 不滅のあなたへ（2022年 - 2023年、エコ）

2023年
- アークナイツ（2023年 - 2025年、ジェシカ） - 2シリーズ
- 七つの大罪 黙示録の四騎士（ドロレス）

2024年
- ブルーアーカイブ The Animation（ヒナ）
- ポケットモンスター (2023)（2024年 - 2025年、ボタン）
- 逃走中 グレートミッション（ヒメナ ヴィクトリア）

2025年
- 青の祓魔師 終夜篇（ジェニ・カル）
- 中禅寺先生物怪講義録 先生が謎を解いてしまうから。（御薙麗子）

### 劇場アニメ
2000年代
- 超劇場版ケロロ軍曹シリーズ（2006年 - 2010年、東谷小雪） - 5作品
- 劇場版 CLANNAD -クラナド-（2007年、藤林杏）

2010年代
- ストライクウィッチーズ 劇場版（2012年、ルチアナ・マッツェイ）
- スタードライバー THE MOVIE（2013年、ヨウ・マリノ）
- 宇宙戦艦ヤマト2199 星巡る方舟（2014年、ミルト・エヴァンス）
- 劇場版 カードファイト!! ヴァンガード ネオンメサイア（2014年、大文字ナギサ）
- 僕のヒーローアカデミア THE MOVIEシリーズ（2018年 - 2019年、峰田実） - 2作品
- 映画 爆釣バーハンター 謎のバーコードトライアングル!爆釣れ!神海魚ポセイドン（2019年、立津手トッタ）

2020年代
- 銀魂 THE FINAL（2021年、そよ姫）
- 劇場版 美少女戦士セーラームーンEternal（2021年、ルナ）
- ARIA The CREPUSCOLO（2021年、アリス・キャロル）
- クレヨンしんちゃん 謎メキ!花の天カス学園（2021年、阿月チシオ）
- ARIA The BENEDIZIONE（2021年、アリス・キャロル）
- わたしのトーチカ（2021年、透明）※短編
- 劇場版 美少女戦士セーラームーンCosmos（2023年、ルナ）
- 機動戦士ガンダム:銀灰の幻影（2024年、ハロ）

### OVA
2002年
- I'll/CKBC（子供）
- 学園都市 ヴァラノワール（リュート）
- マクロス ゼロ（少年）

2003年
- 聖闘士星矢 冥王ハーデス十二宮編（女の子）

2004年
- カレイドスター 新たなる翼 -EXTRA STAGE-「笑わない すごい お姫様」（苗木野そら）
- 天罰エンジェルラビィ☆（メイ）

2006年
- カレイドスター Legend of phoenix 〜レイラ・ハミルトン物語〜（苗木野そら）
- カレイドスター ぐっどだよ! ぐぅーっど（苗木野そら）
- ピンキーストリート（サキ）

2007年
- ARIA The OVA 〜ARIETTA〜（アリス・キャロル）
- 魔法少女隊アルス THE ADVENTURE（エバ）

2009年
- あかね色に染まる坂 ハードコア OVAですよにいさん!!（白石なごみ、白石ゆとり）
- アキカン!（宮下美咲）
- クイズマジックアカデミー〜オリジナルアニメーション2〜（ユリ）
- CLANNAD 〜AFTER STORY〜「もうひとつの世界 杏編」（藤林杏）
- 電波的な彼女（堕花雨）

2010年
- 機動戦士ガンダムUC（エスタ、ハロ）

2011年
- ボトムズファインダー（エイビィ・モス）

2012年
- 謎の彼女X〜謎の夏祭り〜（丘歩子）※コミック第9巻DVD付き限定版

2014年
- 絶滅危愚少女 Amazing Twins（センチメント高木）

2015年
- ARIA The AVVENIRE（アリス・キャロル）
- たまゆら〜卒業写真〜（篠田こまち）
- デュラララ!!×2 承 外伝!? 第4.5話「私の心は鍋模様」（紀田正臣〈幼少期〉）

2017年
- 鬼灯の冷徹（木霊） - コミックス第24巻DVD付き限定版

### Webアニメ
- 美少女戦士セーラームーンCrystal（2014年 - 2015年、ルナ）
- ガンダムビルドファイターズ バトローグ（2017年、ギャン子）
- ようこそジャパリパーク（2018年、カラカル）
- 7SEEDS（2019年 - 2020年、野火桃太郎[73]） - 2シリーズ
- 薄明の翼（2020年、オニオン[74]）
- HEROES 〜Legend of Battle Disks〜（2022年、ブルカイ[75]）
- 爆丸エボリューションズ（2022年 - 2023年、シャロン〈グリーン〉）
- ブルーアーカイブ 1.5周年記念ショートアニメーション（2022年、空崎ヒナ）
- ガンダムビルドメタバース（2023年、サザキ・ススム、サザキ・カオルコ）
- どうすりゃいいんだ チョサクケン～ただしくチョサクブツをつかうために～（2024年、下山ミサキ、ヒナのママ[76]）

### ゲーム
2002年
- 学園都市 ヴァラノワール（リュート、デュプレ、ネイル）

2003年
- サモンナイト3（シアリィ）
- ソニックバトル（マイルス "テイルス" パウアー）
- ソニックヒーローズ（マイルス "テイルス" パウアー、チーズ）
- テイルズ オブ シンフォニア（ショコラ）
- ヴィーナス&ブレイブス〜魔女と女神と滅びの予言〜（フィニー）
- ラブ★スマッシュ!5 〜テニスロボの反乱〜（本条こづえ）

2004年
- 宇宙のステルヴィア（風祭りんな）
- エアフォースデルタ ブルーウィングナイツ（オペレーター）
- 解決!オサバキーナ（南美咲）
- クイズマジックアカデミー2（ユリ）
- ケロロ軍曹 メロメロバトルロイヤル（東谷小雪）
- シャイニング・ティアーズ（エルウィン）
- 新天魔界 ジェネレーション オブ カオスIV（クレインクレイン、プルトン）
- ステディ×スタディ（安倍川望）
- スペクトラルフォース ラジカルエレメンツ（ティリア・レヴィスタン、メカティリア、ぽるたー）
- ゼノサーガ エピソードII［善悪の彼岸］（オペレーター）
- ソニックアドバンス3（マイルス "テイルス" パウアー）
- ふらせら（マレッタ）
- ラブ★マージャン!2（川村優）

2005年
- クイズマジックアカデミー3（ユリ）
- CRITICAL VELOCITY（パット）
- ケロロ軍曹 メロメロバトルロイヤルZ（東谷小雪）
- 新天魔界ジェネレーションオブカオスV（マリー）
- 旋光の輪舞（ペルナ）
- シャドウ・ザ・ヘッジホッグ（マイルス "テイルス" パウアー、チーズ）
- ソニック ラッシュ（マイルス "テイルス" パウアー、チーズ）
- テイルズ オブ レジェンディア（シャーリィ・フェンネス）
- らき☆すた 萌えドリル（泉こなた）
- Wild Arms: The 4th Detonator（フィオレ、アーシア）

2006年
- ARIA The NATURAL 〜遠い記憶のミラージュ〜（アリス・キャロル）
- eM】-eNCHANT arM-（ユウキ）
- ガジェットトライアル（アイゼン）
- キミキス（咲野明日夏）
- Quartett! 〜THE STAGE OF LOVE〜（リーナ・ユンハース）
- Separate Hearts（深月真夜）
- ソニック・ザ・ヘッジホッグ（マイルス "テイルス" パウアー）
- ソニックライダーズ（マイルス "テイルス" パウアー）
- PROJECT SYLPHEED（ナタリー・コン）
- レッスルエンジェルス サバイバー（沢崎光、サキュバス真鍋）
- ロックマンゼクス（プレリー）

2007年
- ENCHANT ARM（ユウキ）
- オトメディウス（ティタ・ニューム）
- クイズマジックアカデミー4（ユリ）
- ケロロ軍曹 演習だヨ! 全員集合 パート2（東谷小雪）
- シャイニング・ウィンド（久遠の森の詠み手、エルウィン）
- 召喚少女 〜ElementalGirl Calling〜（晶）
- ソニックと秘密のリング（マイルス "テイルス" パウアー）
- ソニック ラッシュ アドベンチャー（マイルス "テイルス" パウアー）
- 体感魔法少女 マジっすか!?（月町琴莉）
- まほろばStories -Library of Fortune-（ネネ）
- マリオ&ソニック AT 北京オリンピック（マイルス "テイルス" パウアー）
- 真・らき☆すた 萌えドリル 〜旅立ち〜（泉こなた）
- ONE PIECE アンリミテッドアドベンチャー（ポポラ）

2008年
- あかね色に染まる坂 ぱられる（白石なごみ、白石ゆとり）
- ARIA The ORIGINATION 〜蒼い惑星のエルシエロ〜（アリス・キャロル）
- オトメディウスG（ティタ・ニューム）
- クイズマジックアカデミーDS（ユリ）
- クイズマジックアカデミー5（ユリ）
- CLANNAD FULL VOICE（藤林杏）
- 超劇場版ケロロ軍曹3 天空大冒険であります!（東谷小雪）
- ジグソーワールド〜大激闘!ジグバトル・ヒーローズ〜（アヤメ）
- スティールプリンセス〜盗賊皇女〜（シャルロット）
- ソニックライダーズ シューティングスターストーリー（マイルス "テイルス" パウアー）
- ソニック ワールドアドベンチャー（マイルス "テイルス" パウアー）
- 体感魔法少女 マジっすか!?Duo（月町琴莉）
- D.C.II P.S. 〜ダ・カーポII〜 プラスシチュエーション（小鳥遊まひる）
- ZWEI II（スバル、呼び込みペンギン）
- レッスルエンジェルス サバイバー2（サキュバス真鍋、獅子堂レナ）

2009年
- アークライズファンタジア（ルーニャ）
- あかね色に染まる坂 ぽーたぶる（白石なごみ、白石ゆとり）
- クイズマジックアカデミー6（ユリ）
- 絶体絶命都市3 -壊れゆく街と彼女の歌-（牧村里奈）
- 旋光の輪舞DUO（ペルナ）
- ソニックと暗黒の騎士（マイルス "テイルス" パウアー）
- 大正野球娘。〜乙女達乃青春日記〜（石垣環）
- 超劇場版ケロロ軍曹 撃侵ドラゴンウォリアーズであります!（東谷小雪）
- バンブーブレード 〜"それから"の挑戦〜（川添珠姫）
- FRAGILE 〜さよなら月の廃墟〜（サイ）
- ホッタラケの島 カナタと虹色の鏡（カナタ）
- マリオ&ソニック AT バンクーバーオリンピック（マイルス "テイルス" パウアー）
- ルミナスアーク3 アイズ（サラ）

2010年
- ai sp@ce（藤林杏）
- アルトネリコ3 世界終焉の引鉄は少女の詩が弾く（カテナ）
- Angelic Crest（イナ）
- 俺の嫁 〜あなただけの花嫁〜（幼なじみタイプ、おっとり天然タイプ）
- クイズマジックアカデミーDS 〜二つの時空石〜（ユリ）
- クイズマジックアカデミー7（ユリ）
- ケロロRPG 騎士と武者と伝説の海賊（お雪）
- 紅魔城伝説II 妖幻の鎮魂歌（魂魄妖夢）
- GOD EATER BURST（台場カノン）
- シャイニング・ハーツ（ローナ）
- STORM LOVER（申谷和果菜）
- ストライクウィッチーズ2 いやす・なおす・ぷにぷにする（ルチアナ・マッツェイ）
- ソニック&セガ オールスターズ レーシング（マイルス "テイルス" パウアー）
- ソニックカラーズ（マイルス "テイルス" パウアー）
- Tartaros-タルタロス-（ピンコ）

2011年
- アンチェインブレイズレクス（ニコ）
- オトメディウス エクセレント!（ティタ・ニューム）
- クイズマジックアカデミー8（ユリ）
- STAR DRIVER 輝きのタクト 銀河美少年伝説（ヨウ・マリノ）
- ソニック ジェネレーションズ（マイルス "テイルス" パウアー〈モダンバージョン〉）
- テイルズ オブ ザ ワールド レディアント マイソロジー3（シャーリィ・フェンネス、ヒーローボイス）
- ルーンファクトリー　オーシャンズ（メルプリン）

2012年
- 円卓の生徒 The Eternal Legend（マァリン）
- ガールフレンド（仮）（2012年 - 2022年、宮内希）
- クイズマジックアカデミー 賢者の扉（ユリ）
- シャイニング・ブレイド（ラナ、ケフィア）
- 那由多の軌跡（ライラ・バートン）
- はち恋（桐島未来）
- 嫁コレ（アリス・キャロル）

2013年
- カードファイト!! ヴァンガード ライド トゥ ビクトリー!!（大文字ナギサ）
- 解放少女 SIN（シン）
- 月影の鎖 -狂爛モラトリアム-（猪口ノア）
- 月影の鎖 -錯乱パラノイア-（猪口ノア）
- GOD EATER 2（台場カノン）
- シャイニング・アーク（ラナ、ローナ・ムラサメ）
- ジョジョの奇妙な冒険 オールスターバトル（杉本鈴美）
- 神撃のバハムート（2013年 - 2014年、プリス、ノーラ）
- テイルズ オブ シンフォニア ユニゾナントパック（ショコラ）
- 名探偵コナン マリオネット交響曲（クラリッサ高嶺）
- ソニック ロストワールド（マイルス "テイルス" パウアー）

2014年
- クイズマジックアカデミー 天の学舎（ユリ）
- シャイニング・レゾナンス（フロマージュ）
- ソニック&オールスターレーシング トランスフォームド（マイルス "テイルス" パウアー）
- ソニックトゥーン（マイルス "テイルス" パウアー）
- 超次元アクション ネプテューヌU（デンゲキコちゃん）

2015年
- 英雄伝説 空の軌跡 FC Evolution（ジル・リードナー）
- 激次元タッグ ブラン+ネプテューヌVSゾンビ軍団（デンゲキコ）
- けものフレンズ（ジャイアントパンダ 他）
- ゴッドイーター2 レイジバースト（台場カノン、カルビ）
- ジョジョの奇妙な冒険 アイズオブヘブン（杉本鈴美）
- ブレードアークス from シャイニング（ローナ・ムラサメ）
- ブレードアークス from シャイニングEX（ローナ）

2016年
- ARIA 〜AQUA RITMO〜（アリス・キャロル）
- アリスオーダー（クロエ・スチュワート、ロジーナ・アントネッリ）
- 乙女ダッシュ（夏海）
- ガールフレンド（♪）（宮内希）
- グランブルーファンタジー（2016年 - 2023年、セン）
- 僕のヒーローアカデミア バトル・フォー・オール（峰田実）

2017年
- ゼノブレイド2（サイカ）
- LOST SPHEAR（ロック）
- Shadowverse（2017年 - 2020年、天窮の竜神、ルナルの魔術師・プリム、兎耳の従者、陰陽の開祖・クオン）
- ソニック フォース（マイルス "テイルス" パウアー）

2018年
- 銀魂乱舞（そよ姫）
- ヴァンパイア†ブラッド（エリシア）
- テイルズ オブ ザ レイズ（シャーリィ・フェンネス）

2019年
- チームソニックレーシング（マイルス "テイルス" パウアー）
- セブンズストーリー（藤林杏）
- ブレイドエクスロード（ウェンディ・ガリバー）
- けものフレンズ3（アイアイ）

2020年
- スーパーロボット大戦X-Ω（はいぱーギャン子）
- アークナイツ（ジェシカ、ショウ）

2021年
- ブルーアーカイブ -Blue Archive-（2021年 - 2024年、空崎ヒナ）
- 僕のヒーローアカデミア ULTRA IMPACT（峰田実）
- ガーディアンテイルズ（ラン）
- ポケモンマスターズEX（2021年 - 2022年、オニオン）
- 真・女神転生V（敦田ミヤズ）

2022年
- ソニックフロンティア（マイルス "テイルス" パウアー）

2023年
- ゼノブレイド3（リンカ）
- 勝利の女神:NIKKE（2023年 - 2025年、マスト、マスト：ロマンチックメイド）

2024年
- 放置少女〜百花繚乱の萌姫たち〜（スサノオ）
- 真・女神転生V Vengeance（敦田ミヤズ）

### ドラマCD
- 愛玩王子〜未来への翼〜（レティ） 初回限定特装版付属CD
- あかね色に染まる坂 オリジナルドラマ（白石なごみ）
- ARIA The ANIMATION Drama CD シリーズ（アリス・キャロル）
- いちご100% ドラマCD（女子生徒）
- 1年777組 ドラマCD（祈祷れい子）
- イリヤの空、UFOの夏 ドラマCD（伊里野加奈）
- ウルトラパニック ドラマCD（鴉丸りりこ）
- おうちでごはん -Voice of Mealtime-（伊世夏実）
- ガジェットトライアル PERFECT AUDIOTRACKS（アイゼン）
- 神・風 ドラマCD（紅隈）
- かりん ドラマCD（真紅果林）
- キミキス ドラマCDセカンドシーズン Vol.1 咲野明日夏（咲野明日夏）
- 今日の早川さん（富士見延流）
- 狂乱家族日記 ドラマCD（乱崎雹霞）
- 繰繰れ! コックリさん モフ〜ン（市松こひな）
- CLANNAD シリーズ（藤林杏）
  - CLANNAD -クラナド- Vol.2・4
  - CLANNAD 光見守る坂道で 第1 - 4巻
- クローバー（鈴木あゆこ）
- ケロロ軍曹 シリーズ（東谷小雪）
  - ケロロ軍曹 地球（ペコポン）侵略CD
  - ケロロ軍曹 宇宙でもっともギリギリなCD 第4・5巻
- GOD EATER BURST ドラマ&オリジナル・サウンドトラック（台場カノン）
- 死と彼女とぼく ドラマCD（アリス）
- しにがみのバラッド。 ドラマCD（ダニエル）
- シャイニング・ティアーズ シリーズ（エルウィン）
  - シャイニング・ティアーズ ドラマCD vol1 Side：陰 〜 Memories and departure 〜
  - シャイニング・ティアーズ ドラマCD vol2 Side：陽 〜勇者亭繁盛記<お金と料理と友情と>〜
- 神曲奏界ポリフォニカ エイフォニック・ソングバード（キーネデュアル・ナ・ヘルメシオン[115]）
- Sketch Book Stories 〜前夜祭〜（春日野日和）
- ZX GIGAMIX（プレリー）
- 瀬戸の花嫁 ドラマCD（銭形巡）
- Dear Girl〜Stories〜 響 ドラマCD THE Final（真央[116]）
- テイルズ オブ レジェンディア オリジナルサウンドトラック（シャーリィ・フェンネス）
  - テイルズ オブ レジェンディア voice of character quest1・2（シャーリィ・フェンネス）
- ドラマCD「デビルサマナー葛葉ライドウ 対 隻眼化神」前・後編（市川キヨ）
- ときめきメモリアル2 Vol.8 〜霞む空の下に〜（部員）
- ぱにぽに ドラマCD（白鳥鈴音）
- はやて×ブレード ドラマCD Vol.2・3（猿楽未知）
- バロックナイト ドラマCD #1 Voice Of Baroque：天使追憶（山城美佳[117]）
- PandoraHearts ドラマCD（エコー）
- バンブーブレード ドラマCD 紅盤/白盤（川添珠姫）
- ドラマCD P.S.すりーさん（でぃーえすちゃん、でぃーえすちゃんLL）
- 瓶詰妖精 イメージアルバム2 あさ・ひる・よる（れれ）
- ブルーアーカイブ ドラマCD「舞台袖のかくしごと 〜キヴォトス晄輪大祭〜」（2022年、空崎ヒナ）
- 魔乳秘剣帖（楓）
- みずたまぱにっく。 -This is MIZUTAMASHIRO!!-（涼橋萌流）
- 無職転生 〜異世界行ったら本気だす〜 転移迷宮編（ロキシー[118]）
- 盟約のリヴァイアサン（火之迦具土[119]）
- らき☆すた ドラマCD（泉こなた）
- ラジオ・バンブーブレード〜文武両道! 出張編 タマちゃん、コジロー、キリノがアニメディアに道場破り!?CD
- ラブ♥モンスター ドラマCD（大空ヒヨ子）
  - 「アニメディア」2008年4月号・5月号、「声優アニメディア」2008年4月号応募者全員サービス。
- ヤンデレの女の子に死ぬほど愛されて眠れないCD（河本綾瀬）
  - ヤンデレの女の子に死ぬほど愛されて眠れないCDぎゃーーーっ!（小鳥遊夢見）
- らぶバト! 2nd Attack（リルケ＝シュレディンガー）
- RE:BORN〜仮面の男とリボンの騎士〜（チンク[120]）※コミックス第1巻ドラマCD同梱版
- REMASTERED TRACKS ROCKMAN ZERO Telos（アルエット）
- 恋愛ラボ（榎本結子）
- わたしたちの田村くん ドラマCD（松澤小巻）

### デジタルコミック
- VOMIC コイバナ!〜恋せよ花火〜（丸井花火）

### オーディオドラマ
- マビノギボイスドラマ（シャルル〈クリステル〉）
- ボイスドラマ そのとき修羅場が動いた（2021年、立花ナナカ[121]）
- メイドなら当然です。濡れ衣を着せられた万能メイドさんは旅に出ることにしました（2022年、ニナ）[122]
- 燈の守り人～幻想夜話～（2022年、立石岬灯台[123]）
- 【ブルーアーカイブ】ヒナASMR〜甘えられる優しいひと時〜（2023年、ヒナ）

### 吹き替え
- ROCK YOU!（2006年） - 日本テレビ版
- ER XII 緊急救命室（2007年、アシャ〈ランディ・シャバララ〉）
- シークレット・アイドル ハンナ・モンタナ（2008年）
- ソニックトゥーン（2017年、マイルス "テイルス" パウアー[124]）
- ソニック・ザ・ムービー（2020年、テイルス）
- ソニック・ザ・ムービー/ソニック VS ナックルズ（2022年、テイルス[125]）
- ナックルズ（2024年、テイルス[126]）
- ソニック×シャドウ TOKYO MISSION（2024年、テイルス[127]）

### ラジオ
※はインターネット配信。
- 井上喜久子のキャラメルタウン（2003年 - 2006年、BSQR489）
- 純子と涼のアシタヘストライク!（2003年 - 2007年、文化放送）
- インターネットラジオ カレイドスター そらとレイラの すごい ○○（2004年 - 2006年、音泉※）
- 涼と羽衣の輝け!まじかる探検隊っ!（2004年 - 2005年、アニメイトTV※）
- 灯里・藍華・アリスのARIA The STATION Neo VENEZIA INFORMALE（2006年、音泉※・アニメイトTV※）
- 鴻上尚史のことばの寺子屋（2006年、文化放送）
- 集英組図書倶楽部（2006年 - 2007年、集英社インターネットラジオステーション〜Sラジ〜S-ラジ ワイド 集英組※）
- かおりと涼のキミキス チューニングポップ♪（2006年 - 2008年、音泉※）
- 押井守の世界 シネマシネマ（2007年 - 2008年、文化放送）
- ラジオ・バンブーブレード〜文武両道!（2007年 - 2008年、音泉※）
- 小山力也×広橋涼のあかね色に染まるラジオ（2008年 - 2010年、ニコニコアニメチャンネル内ニコラジオ※・音泉※）
- Radio QMA!!（2008年、KONAMI STATION※・音泉※）
- Voice of A&G Digital 広橋涼の超ラジ! （2009年 - 2010年、文化放送）
- ルミナスアークらじお放送部〜合図はふぁんたすてぃっく!〜（2009年 - 2010年、『ルミナスアーク3 アイズ』公式サイト※）
- YAMAKING!!（2010年、2011年 - 2012年、2015年 - 2016年、『WORKING!!』公式サイト※）
- 広橋涼×長嶋はるか×悠りょう（2010年 - 2012年、超!A&G+※）
- 広橋涼・相沢舞のShining Radio(シャニラジ)! （2012年 - 2013年、文化放送）[128]
- Project G.E. Presents 台場カノンのGE≫RADIO（2012年、バナフェス!ラジオ※）

### CM
- HIS:本人出演
- 集英社：ラジオナレーション
- スクウェア・エニックス 新刊案内
- メイドなら当然です。濡れ衣を着せられた万能メイドさんは旅に出ることにしました 発売記念CM[122]

### ナレーション
- 美術はたのしっ!
- RANK'n SHUFFLE（GyaO音楽チャンネルにて放送）
- あにてれ Presents アニソンぷらす+（テレビ東京、2009年8月度ナレーション担当） ※8月31日放送分では「カラオケタイム」と称し王族BANDの演奏に合わせ歌唱を披露した。
- 燈の守り人 灯台音声ガイド 福井県敦賀市 立石岬灯台（2022年、ナビゲーター）[123]

### 舞台
- なば缶「ホエン・アイ・ゲット・ホーム」（2011年5月31日 - 6月5日、新宿シアターモリエール）

### 映像商品
- 声優旅行社へようこそ。1泊2日でもがっつり遊べます! 青二の売れっ子ですけど、何か? SP in 韓国
- 声優旅行社へようこそ。1泊2日でもガツンと遊べます! 今回も青二の売れっ子があばれはっちゃけます! SP IN 台湾

### その他コンテンツ
- CR D.R.M（ディーアールエム）パチンコ機器メーカー大一商会2004年発売機種（雷竜使いアリエス・スピンディジー）
- New Space Order（フラッシュノベル -Link of Life- でアイルヤの声を担当）
- プラトニックチェーン（モーションキャプチャー協力）
- 広橋涼にカルテをおねがい（『hm3 SPECIAL』<vol.24 - 58>の偶数号に連載していたコラム）
- 美声時計
- モンスターハンターフロンティア　女性ボイスTYPE16　※要検証
- 『魔法使いなら味噌を喰え!』プロモーションアニメ（マヌエラ）
- フジテレビ短編アニメ大賞最新作『チョコレートのウサギ パルピー』（クッキー）
- FNSソフト工場『モノローグ』（コロッケ）

## ディスコグラフィ

### キャラクターソング
| 発売日   | 商品名                                                                           | 歌 | 楽曲                                                     | 備考                                                                         |
| 2005年   | 2005年                                                                           | 2005年 | 2005年                                                   | 2005年                                                                       |
| -------- | -------------------------------------------------------------------------------- | --- | -------------------------------------------------------- | ---------------------------------------------------------------------------- |
| 6月22日  | 魔法先生ネギま! DVD1巻特典CD                                                     | メルディアナ合唱団 | 「ハッピー☆マテリアル メルディアナ大合唱ver.」           | テレビアニメ『魔法先生ネギま!』関連曲                                        |
| 2008年   |                                                                                  | |                                                          |                                                                              |
| 2月20日  | ARIA The ORIGINATION オリジナルサウンドトラック『ルーミス エテルネ』             | アリス・キャロル（広橋涼） | 「ルーミス エテルネ」                                    | テレビアニメ『ARIA The ORIGINATION』挿入歌                                   |
| 6月25日  | ボクハ更新サレマシタ                                                             | 乱崎雹霞（広橋涼） | 「ボクハ更新サレマシタ」                                 | テレビアニメ『狂乱家族日記』エンディングテーマ                               |
| 11月5日  | あかね色に染まる坂 キャラクターソング『白石なごみ』                              | 白石なごみ（広橋涼） | 「ワタシと彼の事情」                                     | OVA『あかね色に染まる坂 ハードコア OVAですよっにいさん!!』エンディングテーマ |
| 11月5日  | あかね色に染まる坂 キャラクターソング『白石なごみ』                              | 白石なごみ（広橋涼） | 「Confusion…」                                           | テレビアニメ『あかね色に染まる坂』エンディングテーマ                         |
| 2009年   |                                                                                  | |                                                          |                                                                              |
| 9月9日   | かなめも キャラクターソング&サントラアルバム かなめろ                            | 北岡ゆめ（広橋涼）、南ゆうき（遠藤綾） | 「甘味のち快晴」                                         | テレビアニメ『かなめも』関連曲                                               |
| 9月9日   | かなめも キャラクターソング&サントラアルバム かなめろ                            | 風新新聞専売所員with久地院美華 | 「最新ニュースを待っててね。〜風新新聞専売所のテーマ〜」 | テレビアニメ『かなめも』関連曲                                               |
| 9月9日   | かなめも キャラクターソング&サントラアルバム かなめろ                            | 北岡ゆめ（広橋涼）、南ゆうき（遠藤綾）、東ひなた（喜多村英梨） | 「夏はやっぱりプールでしょ♪」                            | テレビアニメ『かなめも』関連曲                                               |
| 9月9日   | かなめも キャラクターソング&サントラアルバム かなめろ                            | 北岡ゆめ（広橋涼）、南ゆうき（遠藤綾）、東ひなた（喜多村英梨）、西田はるか（堀江由衣） | 「代理は鬼♪」                                            | テレビアニメ『かなめも』関連曲                                               |
| 9月9日   | かなめも キャラクターソング&サントラアルバム かなめろ                            | 働く少女達 | 「働く少女♪ 」                                           | テレビアニメ『かなめも』関連曲                                               |
| 2011年   |                                                                                  | |                                                          |                                                                              |
| 9月21日  | 「WORKING!!」きゃらそん☆MENU7 山田葵 starring 広橋涼                             | 山田葵（広橋涼） | 「MOTTO!」 「ワグナリア賛歌〜a day of 山田葵」           | テレビアニメ『WORKING!!』関連曲                                              |
| 2014年   |                                                                                  | |                                                          |                                                                              |
| 10月29日 | Welcome!!DISCOけもけもけ                                                         | 市松こひな（広橋涼） | 「NO 麺 NO LIFE!! 〜能面のライフ〜」                     | テレビアニメ『繰繰れ! コックリさん』関連曲                                   |
| 2015年   |                                                                                  | |                                                          |                                                                              |
| 6月24日  | WORKING!! きゃらそん☆フルコース                                                  | 山田葵（広橋涼） | 「MOTTO!」 「ワグナリア賛歌〜a day of 山田葵」           | テレビアニメ『WORKING!!』関連曲                                              |
| 12月20日 | メリーラァヴ 〜GRANBLUE FANTASY〜                                                | クラリス（佐倉綾音）、セン（広橋涼）、ファスティバ（稲田徹） | 「メリーラァヴ」                                         | ゲーム『グランブルーファンタジー』関連曲                                     |
| 2018年   |                                                                                  | |                                                          |                                                                              |
| 12月26日 | Free!-Dive to the Future- キャラクターソングミニアルバム Vol.2 Close Up Memories | 早船ロミオ（阿部敦）、石動静流（松岡禎丞）、国木田歩（広橋涼） | 「Iwatobi Stream」                                       | テレビアニメ『Free!-Dive to the Future-』関連曲                              |
| 2022年   |                                                                                  | |                                                          |                                                                              |
| 10月12日 | ブルーアーカイブ ドラマCD「舞台袖のかくしごと 〜キヴォトス晄輪大祭〜」           | ヒナ（広橋涼）、セナ（大西沙織）、セリナ（涼本あきほ） | 「LA LA RUN!」                                           | ゲーム『ブルーアーカイブ -Blue Archive-』関連曲                              |
| 2024年   |                                                                                  | |                                                          |                                                                              |
| 3月25日  | 夢路の花                                                                         | ヒナ（広橋涼） | 「夢路の花」                                             | ゲーム『ブルーアーカイブ -Blue Archive-』関連曲                              |
| 12月23日 | ありがとう、そしてこれからも。                                                   | カズサ（夏吉ゆうこ）、キキョウ（小松未可子）、キサキ（相坂優歌）、コユキ（乾夏寧）、サオリ（石上静香）、シロコ＊テラー（小倉唯）、ヒナ（広橋涼）、ホシノ（花守ゆみり）、マリー（小澤亜李）、マリナ（平井祥恵）、ユウカ（春花らん） | 「ありがとう、そしてこれからも。」                       | ゲーム『ブルーアーカイブ -Blue Archive-』4周年記念楽曲                       |
| 2025年   |                                                                                  | |                                                          |                                                                              |
| 1月19日  | ブルーアーカイブ 青春あんさんぶる Vol.10 「風紀委員会」                          | 風紀委員会 | 「純真レゾンデートル」                                   | ゲーム『ブルーアーカイブ -Blue Archive-』関連曲                              |

### その他参加楽曲
| 発売日        | 商品名                  | 歌                         | 楽曲 | 備考                                         |
| ------------- | ----------------------- | -------------------------- | --- | -------------------------------------------- |
| 2008年1月23日 | 百歌声爛 -女性声優編II- | 広橋涼                     | 「BLUE FLOW」 「ときめきトゥナイト」 「パタリロ!」 「ロ・ロ・ロ・ロシアンルーレット」 「炎のたからもの」 「見知らぬ国のトリッパー」 「水の星へ愛をこめて」 「風の谷のナウシカ」 「変らないもの」 「薔薇は美しく散る」 |                                              |
| 2019年9月2日  | Shooting Star           | 潘めぐみ、名塚佳織、広橋涼 | 「Shooting Star」 | OVA『ガンダムさん WALL-G』エンディングテーマ |